# Lucius Cornelius Lentulus (Prokonsul)
Lucius Cornelius Lentulus war ein römischer Senator, Politiker und Militär.
Lucius Cornelius Lentulus gehörte zum Zweig der Lentulier der Familie der Cornelier.  Er war zu einem nicht mehr bekannten Zeitpunkt Prätor. 82 v. Chr. war er – wahrscheinlich in der Provinz Asia – Prokonsul. Lentulus ist aus einer Inschrift aus Rhodos bekannt.